# باينتوب ليكسايد (أريزونا)
باينتوب ليكسايد (بالإنجليزية: Pinetop-Lakeside, Arizona)‏ هي بلدة تقع في مقاطعة نافاهو، أريزونا بولاية أريزونا في الولايات المتحدة. تأسست عام 1984، تبلغ مساحتها 29.3 (كم²)، وترتفع عن سطح البحر 2074 م، بلغ عدد سكانها 4282 نسمة في عام 2010 حسب إحصاء مكتب تعداد الولايات المتحدة وتصل الكثافة السكانية فيها 146.14 نسمة/كم2.

## التركيبة السكانية
حدّد مكتب تعداد الولايات المتحدة بيانات التركيبة السكانية لباينتوب ليكسايد في تعداد الولايات المتحدة. في ما يلي، التركيبة السكانية حسب تعدادي 2000 و2010.

### تعداد عام 2000
بلغ عدد سكان باينتوب ليكسايد 3,582 نسمة بحسب تعداد عام 2000، وبلغ عدد الأسر 1,436 أسرة وعدد العائلات 1,021 عائلة مقيمة في البلدة. في حين سجلت الكثافة السكانية 123 نسمة لكل كيلومتر مربع (318.6/ميل2). وبلغ عدد الوحدات السكنية 2,750 وحدة بمتوسط كثافة قدره 94.4 لكل كيلومتر مربع (244.5/ميل2).
وتوزع التركيب العرقي للبلدة بنسبة 89.17% من البيض و1.03% من الأمريكيين الأفارقة و2.29% من الأمريكيين الأصليين و0.34% من الأمريكيين ذوي الأصول الآسيوية و0.03% من سكان جزر المحيط الهادئ و4.61% من الأعراق الأخرى و2.54% من عرقين مختلطين أو أكثر و11.36% من الهسبانيون أو اللاتينيون من أي عرق.
بلغ عدد الأسر 1,436 أسرة كانت نسبة 33.1% منها لديها أطفال تحت سن الثامنة عشر تعيش معهم، وبلغت نسبة الأزواج القاطنين مع بعضهم البعض 58.7% من أصل المجموع الكلي للأسر، ونسبة 8.1% من الأسر كان لديها معيلات من الإناث دون وجود شريك، بينما كانت نسبة 4.2% من الأسر لديها معيلون من الذكور دون وجود شريكة وكانت نسبة 28.9% من غير العائلات. تألفت نسبة 23.9% من أصل جميع الأسر من عدة أفراد يعيشون في نفس المنزل ونسبة 8.5% كانت تتألف من شخص يعيش بمفرده يبلغ من العمر 65 عاماً أو أكثر. وبلغ متوسط حجم الأسرة المعيشية 2.48، أما متوسط حجم العائلات فبلغ 2.92.
بلغ العمر الوسطي للسكان 41.1 عاماً. وكانت نسبة 25.3% من القاطنين تحت سن الثامنة عشر، وكانت نسبة 5.4% بين الثامنة عشر والرابعة والعشرين عاماً، ونسبة 24.6% كانت واقعةً في الفئة العمرية ما بين الخامسة والعشرين والرابعة والأربعين عاماً، ونسبة 29.4% كانت ما بين الخامسة والأربعين والرابعة والستين، ونسبة 14.8% كانت ضمن فئة الخامسة والستين عاماً فما فوق. يوجد لكل 100 أنثى 103.1 ذكر، ويوجد لكل 100 أنثى في الثامنة عشر من عمرها فما فوق 98.5 ذكر.
بلغ متوسط دخل الأسرة في البلدة 36,706 دولارًا، أما متوسط دخل العائلة فبلغ 42,195 دولارًا. وكان متوسط دخل الذكور 36,622 دولارًا مقابل 23,594 دولارًا للإناث. وسجل دخل الفرد الخاص بالبلدة 18,541 دولارًا. وكانت نسبة 6.6% من العائلات ونسبة 10.1% من السكان تحت خط الفقر، وكان من هؤلاء نسبة 10.6% تحت سن الثامنة عشر ونسبة 6.1% في الخامسة والستين من العمر وما فوق.

### تعداد عام 2010
بلغ عدد سكان باينتوب ليكسايد 4,282 نسمة بحسب تعداد عام 2010، وبلغ عدد الأسر 1,707 أسرة وعدد العائلات 1,182 عائلة مقيمة في البلدة. في حين سجلت الكثافة السكانية 147 نسمة لكل كيلومتر مربع (380.7/ميل2). وبلغ عدد الوحدات السكنية 3,451 وحدة بمتوسط كثافة قدره 118.5 لكل كيلومتر مربع (306.9/ميل2).
وتوزع التركيب العرقي للبلدة بنسبة 89.07% من البيض و0.58% من الأمريكيين الأفارقة و3.41% من الأمريكيين الأصليين و0.77% من الأمريكيين ذوي الأصول الآسيوية و3.95% من الأعراق الأخرى و2.22% من عرقين مختلطين أو أكثر و14.43% من الهسبانيون أو اللاتينيون من أي عرق.
بلغ عدد الأسر 1,707 أسرة كانت نسبة 30.4% منها لديها أطفال تحت سن الثامنة عشر تعيش معهم، وبلغت نسبة الأزواج القاطنين مع بعضهم البعض 54.7% من أصل المجموع الكلي للأسر، ونسبة 9.3% من الأسر كان لديها معيلات من الإناث دون وجود شريك، بينما كانت نسبة 5.3% من الأسر لديها معيلون من الذكور دون وجود شريكة وكانت نسبة 30.8% من غير العائلات. تألفت نسبة 25.4% من أصل جميع الأسر من عدة أفراد يعيشون في نفس المنزل ونسبة 10% كانت تتألف من شخص يعيش بمفرده يبلغ من العمر 65 عاماً أو أكثر. وبلغ متوسط حجم الأسرة المعيشية 2.50، أما متوسط حجم العائلات فبلغ 2.96.
بلغ العمر الوسطي للسكان 43.4 عاماً. وكانت نسبة 24.8% من القاطنين تحت سن الثامنة عشر، وكانت نسبة 6.7% بين الثامنة عشر والرابعة والعشرين عاماً، ونسبة 20.2% كانت واقعةً في الفئة العمرية ما بين الخامسة والعشرين والرابعة والأربعين عاماً، ونسبة 31.3% كانت ما بين الخامسة والأربعين والرابعة والستين، ونسبة 17% كانت ضمن فئة الخامسة والستين عاماً فما فوق. وتوزع التركيب الجنسي للسكان بنسبة 50.6% ذكور و49.4% إناث.

## أعلام
- زيلا داي

## وصلات خارجية
- The US50 - Cities and Towns in Arizona State
- Arizona Cities and Towns, Facts, Map, Flag, Colleges, Government, and More